# Galoncus
Galoncus ist eine Gattung parasitischer Hakenwürmer mit 23 Arten.  Größere zootiermedizinische Bedeutung haben Galoncus tridentatus und Galoncus perniciosus, die Leoparden und Tiger befallen. Galoncus perniciosus kann auch Darmtumoren auslösen.

## Merkmale
Galoncus ähnelt im Aussehen der Schwestergattung Ancylostoma. Die Mundkapsel bei Galoncus ist jedoch tassenförmig und deutlich kleiner als bei Ancylostoma, sie nimmt nur etwa die halbe Kopfregion ein. Die dünne Kutikula hat gezahnte Ringe und der Schwanz der Weibchen verengt sich unmittelbar hinter dem Anus.

## Systematik
Galoncus wird in die Tribus Ancylostomatini, Untertribus Ancylostomatinii der Unterfamilie Ancylostomatinae eingeordnet. Die wichtigsten Arten sind:
- Galoncus perniciosus
- Galoncus rammohanii
- Galoncus tridentatus